# BET Awards 2012
BET Awards år 2012 är den årliga afroamerikanska prisceremonin som hålls av BET (Black Entertainment Television) vars syfte är att hedra de framgångsrikaste personerna inom musik, film och sport under det gångna året. 2012:s gala ägde rum i Shrine Auditorium, Los Angeles och sändes den 1 juli 2012. Skådespelaren Samuel L. Jackson var värd. Tamar Braxton var värd för förfesten.
En stor del av galan dedicerades till artisten Whitney Houston som avled i februari. Sångare som handplockades för tributen var sångerskans mor, Cissy Houston, Monica, Brandy, och Gladys Knight. Förfesten bestod av en tribut till den avlidna danspopsångerskan Donna Summer. Sångare som uppträdde var 90-tals stjärnan Chanté Moore ("Chanté's Got a Man"), gospelsångaren Yolanda Adams ("Open My Heart") och Amber Bullock (Glee).
Galan innehöll även uppträdanden av sångare som Nicki Minaj, Chris Brown, Melanie Fiona, Yolanda Adams, Jessica Reedy, Amber Bullock, Y'Anna Crawley, D'Angelo och G.O.O.D. Music. Nominerade artister var bland annat Rihanna, Jay-Z och Willow Smith.

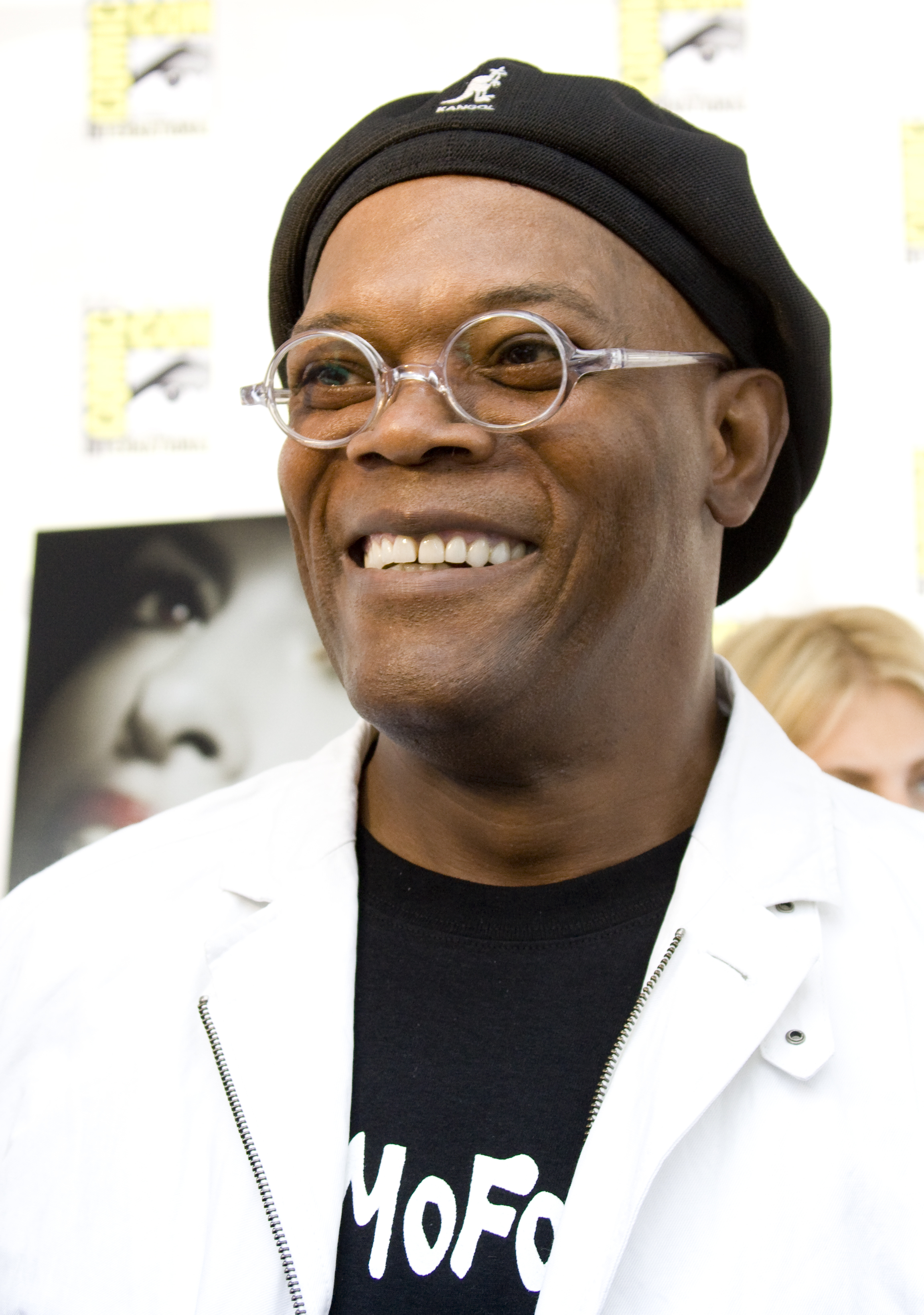
Samuel L. Jackson

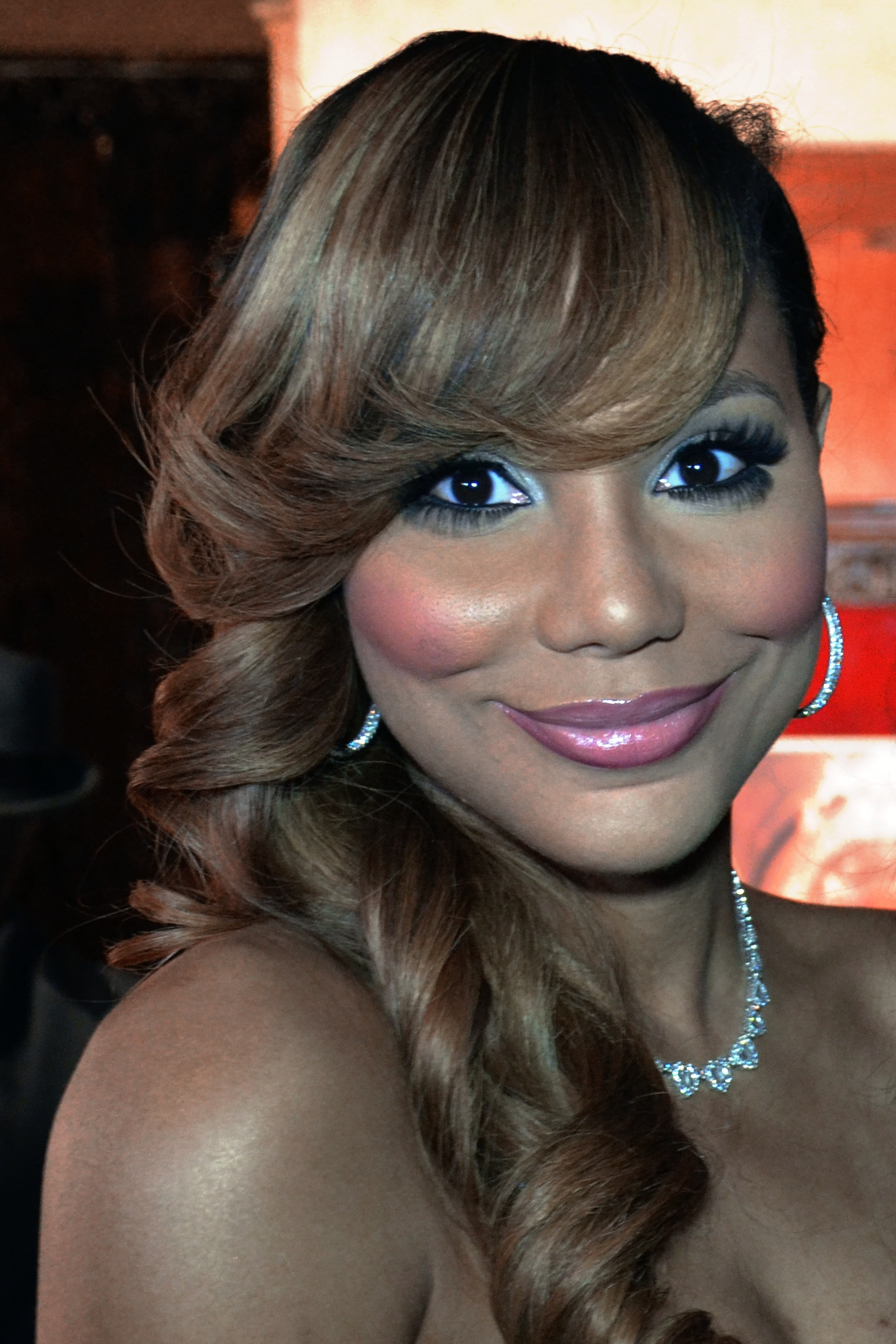
Tamar Braxton

## Uppträdande artister
- 2 Chainz
- Amber Bullock
- Big Sean
- Brandy
- Chanté Moore
- Charles Perry
- Chris Brown
- Cissy Houston
- D'Angelo
- G.O.O.D. Music
- Jennah Bell
- Jessica Reedy
- Justin Bieber
- Meek Mill
- Melanie Fiona
- Monica
- Nicki Minaj
- Rick Ross
- Usher
- Wale
- Yolanda Adams
- Y'Anna Crawley

## Nomineringar och vinnare
- Vinnare markerade med fet text.

| Video of the Year | Video Director of the Year |
| --- | --- |
| - "Countdown" – Beyoncé - "Love on Top" – Beyoncé - "N----s in Paris" – Jay Z och Kanye West - "Otis" – Jay Z och Kanye West med Otis Redding - "Climax" – Usher | - Beyoncé & Alan Ferguson - Chris Brown & Godfrey Taberez - Kanye West - Hype Williams |
| Best Female R&B Artist | Best Male R&B Artist |
| - Marsha Ambrosius - Beyoncé - Mary J. Blige - Melanie Fiona - Rihanna | - Chris Brown - Bruno Mars - Miguel - Trey Songz - Usher |
| Best Female Hip-Hop Artist | Best Male Hip-Hop Artist |
| - Diamond - Nicki Minaj - Brianna Perry - Trina | - Big Sean - Drake - J. Cole - Lil Wayne - Rick Ross - Young Jeezy |
| Best Collaboration | Best New Artist |
| - "Party" – Beyoncé med J. Cole - "Marvin Gaye & Chardonnay" – Big Sean med Kanye West och Roscoe Dash - "I'm On One" – DJ Khaled med Drake, Rick Ross, & Lil Wayne - "The Motto" – Drake med Lil Wayne och Tyga - "Otis" – Jay Z och Kanye West med Otis Redding - "Lotus Flower Bomb" – Wale med Miguel | - A$AP Rocky - Big Sean - Diggy - Future - Meek Mill |
| Best Group | Coca-Cola Viewers' Choice |
| - Bad Meets Evil - Diddy Dirty Money - Maybach Music Group - Mindless Behavior - The Throne (Jay-Z och Kanye West) | - "The Motto" – Drake med Lil Wayne och Tyga - "Love on Top" – Beyoncé - "Turn Up the Music" – Chris Brown - "Hello" – Mindless Behavior - "Otis" – Jay Z och Kanye West med Otis Redding - "Lotus Flower Bomb" – Wale med Miguel |
| YoungStars Award | Centric Award |
| - Astro - Diggy - Jacob Latimore - Keke Palmer - Willow Smith | - Common - Estelle - Robert Glasper - Robin Thicke - Tyrese |
| Best Actress | Best Actor |
| - Angela Bassett - Viola Davis - Taraji P. Henson - Regina King - Zoe Saldana | - Don Cheadle - Common - Idris Elba - Kevin Hart - Denzel Washington |
| Best Movie | Best Gospel Artist |
| - Good Deeds - Jumping the Broom - Laugh At My Pain - Red Tails - Niceville | - Yolanda Adams - Kim Burrell - James Fortune & FIYA - Fred Hammond - Trin-I-Tee 5:7 |

| - Chris Brown - Drake - Mindless Behavior - Nicki Minaj - Rihanna - Trey Songz | - Maze med Frankie Beverly - Rev. Al Sharpton |